# Garden City (Colorado)
Garden City és una població dels Estats Units a l'estat de Colorado. Segons el cens del 2000 tenia 357 habitants.

## Demografia
Segons el cens del 2000, Garden City tenia 357 habitants, 130 habitatges, i 79 famílies. La densitat de població era de 1.253,1 habitants per km².
Dels 130 habitatges en un 32,3% hi vivien nens de menys de 18 anys, en un 33,1% hi vivien parelles casades, en un 14,6% dones solteres, i en un 38,5% no eren unitats familiars. En el 23,8% dels habitatges hi vivien persones soles el 4,6% de les quals corresponia a persones de 65 anys o més que vivien soles. El nombre mitjà de persones vivint en cada habitatge era de 2,75 i el nombre mitjà de persones que vivien en cada família era de 3,18.
Per edats la població es repartia de la següent manera: un 27,5% tenia menys de 18 anys, un 21,6% entre 18 i 24, un 32,5% entre 25 i 44, un 11,8% de 45 a 60 i un 6,7% 65 anys o més.
L'edat mediana era de 25 anys. Per cada 100 dones de 18 o més anys hi havia 131,3 homes.
La renda mediana per habitatge era de 21.875 $ i la renda mediana per família de 24.722 $. Els homes tenien una renda mediana de 21.563 $ mentre que les dones 16.250 $. La renda per capita de la població era de 8.646 $. Entorn del 16,7% de les famílies i el 23,6% de la població estaven per davall del llindar de pobresa.

## Poblacions més properes
El següent diagrama mostra les poblacions més properes.